# Bogusza z Kościelca
Bogusza z Kościelca – kasztelan wyszogrodzki w latach 1297–1303. 
Przedstawiciel możnego kujawskiego rodu Leszczyców z Kościelca. 
Był synem Przezdrzewa — w 1241 r. podczaszego, a w 1246 r. podkomorzego księcia Kazimierza Kujawskiego. 
Bracia Boguszy to: Florian — podkomorzy inowrocławski, chorąży inowrocławski, Bartosz — kasztelan kruszwicki, podsędek inowrocławski, kasztelan bydgoski, sędzia inowrocławski, Wojciech — podłowczy inowrocławski, kasztelan słoński, kasztelan kruszwicki i Wilk - nie pełniący urzędów.
Bogusza był pierwszym kasztelanem wyszogrodzkim z ramienia książąt inowrocławskich. On i jego bracia cieszyli się wyjątkowo uprzywilejowaną pozycją na dworze książęcym.
Pierwsza o nim wzmianka znajduje się w testacji dyplomu księcia Leszka z 4 października 1297, kolejna 10 czerwca 1299 r. w dokumencie księcia Leszka, wydanego w Inowrocławiu i ostatnia 7 grudnia 1300 r. w dokumencie księcia Przemysła.
Bogusza pozostawił syna Wincentego ze Smogorzewa, później sędziego inowrocławskiego.